# 女子ラグビー
女子ラグビー（じょしラグビー、Women's Rugby football）は、女性によるラグビーのことを指す。

## 概要
ラグビーユニオン（15人制ラグビー。7人制ラグビーを含む）において、ルール上、女子と男子の違いはない。男子と同じ試合時間で、同じサイズのボールを使い、同じサイズのグラウンドでプレーする。2018年6月の推計によると、ワールドラグビー全体で約240万人の女性競技者がおり、全体の約4分の1に相当する。

## 歴史

### 最古の記録は1881年
女子ラグビーの起源は定かではないが、最古の記録は以下のとおり1881年である。
まだサッカーとラグビーが バージョン違いの「同じフットボール」扱いだった1881年に、春から夏にかけてスコットランドとイングランドとの間で、女性がフットボールのエキシビション試合を8回行った。当時、女性がコンタクトスポーツを行うことに対する世間の反応は否定的で、スコットランドのグラスゴーの新聞「ザ・ヘラルド」1881年5月9日の記事によると、反対運動激化で警察官が出動するほどの暴動が起き、試合が途中で終わったこともあった。そのなかで、1881年6月27日イングランドのリバプール・マーキュリー紙の報道によると、1881年6月25日 (土曜) 午後5時にイングランドのリバプールにあるキャトル・マーケット・イン・アスレチック・グラウンドで行われたフットボールの試合内容は「数回のタッチダウンと1ゴール（several touchdowns and one goal）」と記述されており、少なくともこの試合はラグビーのルールで行われたと推測できる。当時はトライ0点、ゴール1点でカウントされ、この試合は2-1でスコットランドがイングランドに勝利した。
1887年、北アイルランドに住む当時10歳のエミリー・バレンタインは、エンシキレンにあるポルトラ王立男子校で、男子生徒を説得してラグビーの試合に参加した。その回想録が現在も残っている。
ニュージーランドでは、女性の経済的自立と参政権が1893年に達成され、ラグビークラブを含む最初の女子スポーツクラブが設立された 。フィールドホッケーやテニスなどの競技への女子参入は受け入れられたが、ラグビーやクリケットは激しい反対にさらされ、女子ラグビーの活動計画は頓挫した。

### 第一次世界大戦中に人気を集める

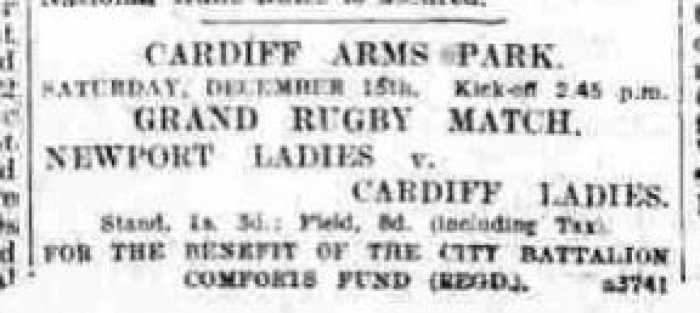
1917年12月15日、ニューポート・レディースとカーディフ・レディースの対戦に関する新聞告知記事

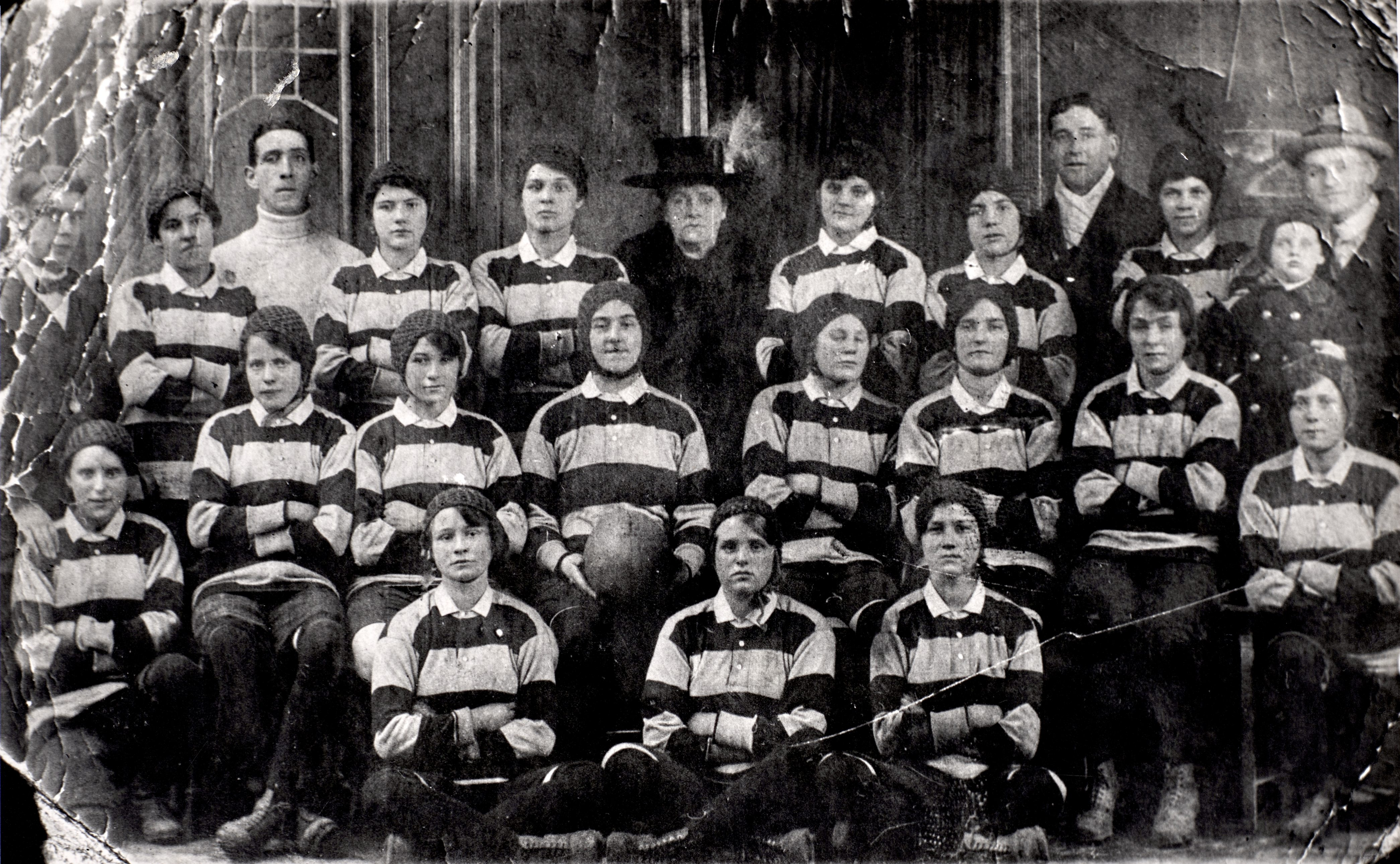
1917年、カーディフ・レディース

フランスとイングランドでは、第一次世界大戦前の女子ラグビーの記録は残っているが、実質的には無観客だった。第一次世界大戦による社会の大きな変化をきっかけに、ウェールズのニューポートでは、軍需工場の女性労働者たちが女子ラグビーチームを結成し、チャリティマッチを開催。地域や戦時中の慈善団体への募金活動に役立ち、人気イベントとなっていった。1917年9月29日、地元紙は何千人もの観客が楽しんだと報じた。ニューポートの選手たちは南ウェールズ各地でエキシビションマッチに出場し、他の地元チームの結成を促した。1917年12月15日のカーディフ・アームズ・パークで、カーディフ・レディースはニューポート・レディースと対戦し、6-0で勝利した。

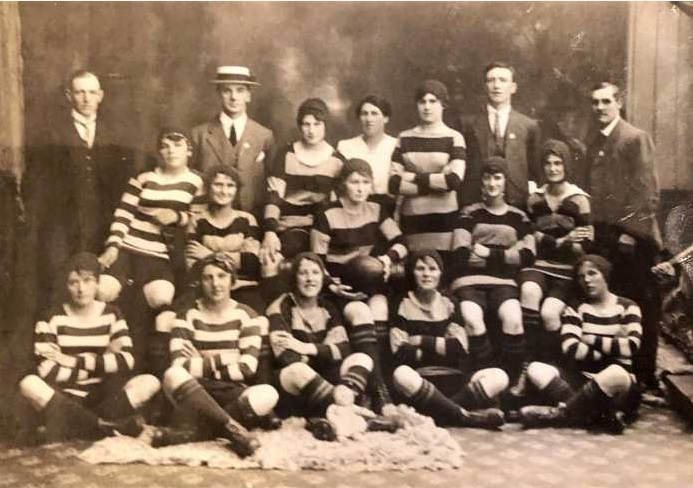
1918年、ウェールズの軍需工場労働者のチーム。

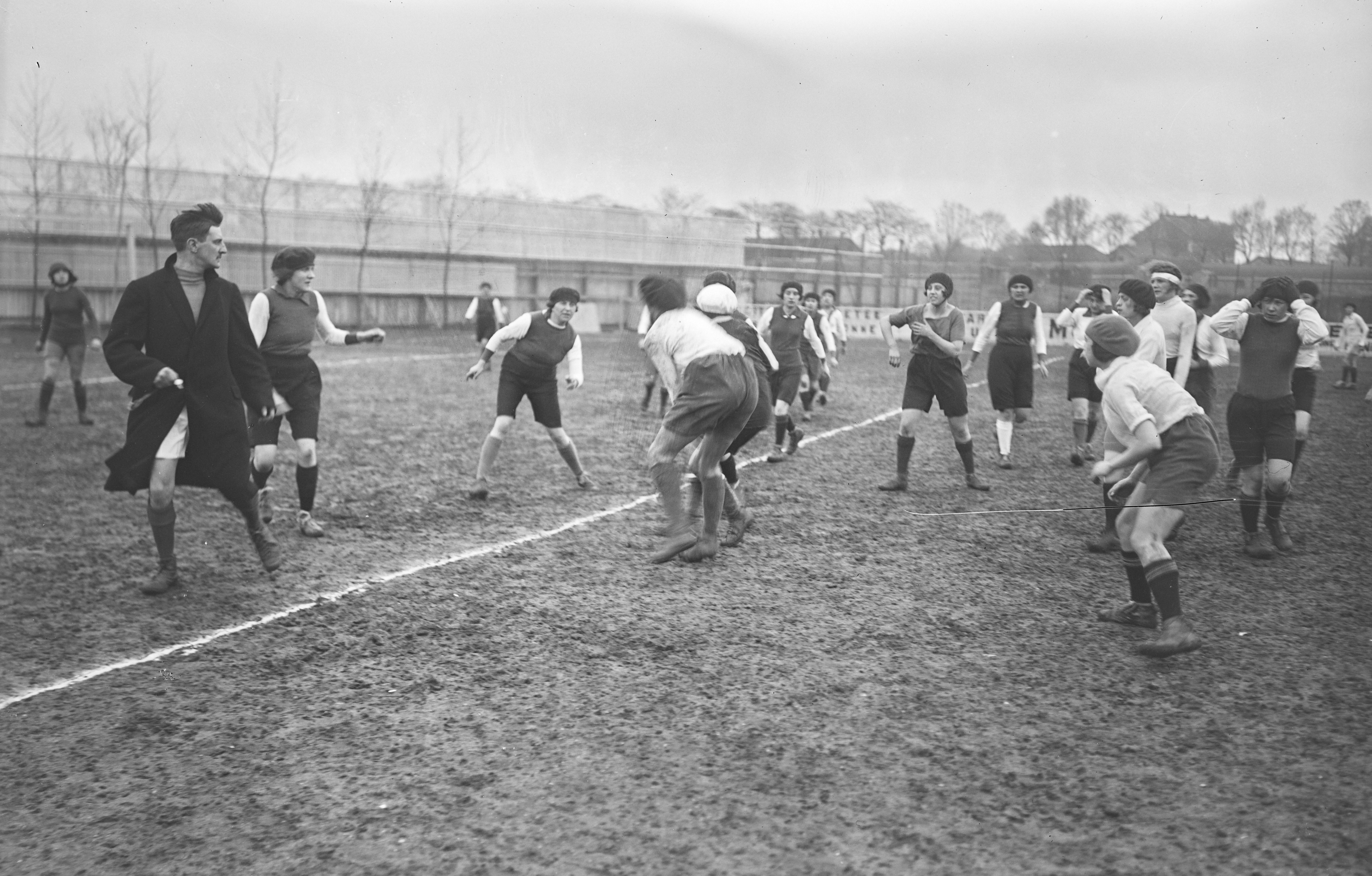
1922年3月5日、パリのエリザベートスタジアムでの試合

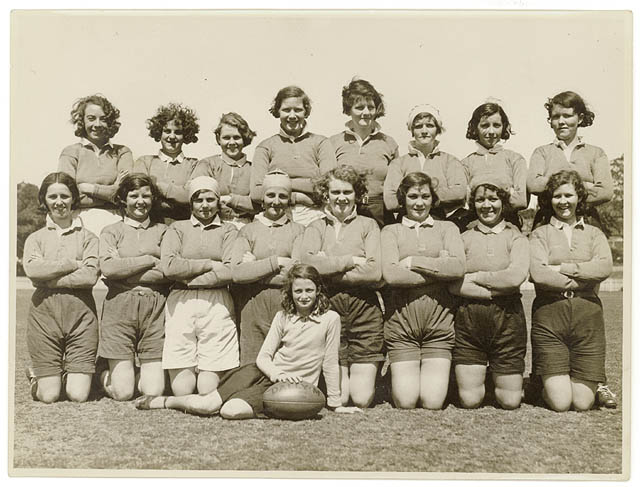
1930年代、オーストラリアのニューサウスウェールズのチーム

1921年5月、オーストラリアのシドニー出身の2人の少女、モリー・ケインとネリー・ドハティが、女子ラグビーへの支援をニューサウスウェールズ・ラグビーリーグに求めた。これにより、1922年9月にムーアパーク農業公園（後のシドニー・ショーグラウンド）で、女子のラグビーリーグ（13人制ラグビー）の試合が行われた。
その後は政治的圧力によりラグビーリーグでは実施されず、1930年にラグビーユニオン（15人制ラグビー）でシドニーの失業者を支援するチャリティーマッチが行われ、2,500人以上の観客を集めた。

### 戦前の日本
日本では、朝日新聞社発行の週刊誌『アサヒグラフ』が1931年（昭和6年）3月25日号で「女性ラグビー」と称して紹介している。愛知県の椙山第二高等女学校の教諭が考案したもので、バスケットボールと同じ大きさのピッチで、バスケットボールを使う。各チーム15人ずつ計30人が、ラン、キック、ドリブル、パスなどで前進し、ボールを前に投げることも許される。敵陣のバスケットボール用ゴールリングに向かってボールを投げ入れて得点する（シュート成功で3点。シュート成功の場合にフリースローも与えられ、それに成功するとさらに2点追加）。「スクラム」では、立ったままお互い肩を組み円陣を作り、押し合ってボールを円陣の外に出す。バスケットボールのファウル行為を積極的に取り入れた、学校の体育授業向け競技である。当時海外で行われていた、男子と同様の「女子ラグビー」とは大きく異なる。

### 第二次世界大戦後
第二次世界大戦により、女子ラグビーの活動はほぼ停止された。
第二次世界大戦後、オーストラリアのシドニーで、女子13人制ラグビーチーム「ベルズ・オブ・セント・メアリーズ（Belles of St Mary's）」を結成。
1960年代半ば、ヨーロッパでは特にイギリスとフランスの大学生の間で女子ラグビーが復活した。
1966年、フランスでは 女子ラグビークラブ「ビオレット・ブレッサン」が誕生し、現在も活動を続けている。1970年にはトゥールーズでフランス・フェミニン・ラグビー協会（AFRF）が設立された。1972年、ラグビーユニオン史上初の全国女子選手権が開催され 、女子協会は、男子連盟FFR（フランスラグビー連盟）との合意に向けた最初の試みを行ったが、FFRは女子ラグビーを認めなかったため失敗に終わった。
1974年9月9日、イタリアにフランスから2つの女子チームが訪れて対戦した。1978年、イタリアの女子チーム「レッド・パンサーズ」が誕生し、1980年4月13日にヴィッロルバでCUSミラノ代表チームと対戦。これがイタリア国内初の女子ラグビーユニオンの試合となる。1982年に、レッド・パンサーズはベネットン・トレヴィーゾの女子部門となった。

### 初めての国際試合
1975年、オランダラグビー協会は、女子ラグビー部門を創設。1982年にはオランダ協会創立50周年を記念して、フランス・フェミニン・ラグビー協会（AFRF）を招待。同1982年6月13日にユトレヒトで、女子オランダ代表と女子フランス代表による初めての国際試合を行い、後半22分に女子ラグビー初の国際試合得点者となるフランスのイザベル・ドゥカン（Isabelle Decamp）がトライを決め、4-0で勝利した。
1978年からイギリスでは、ユニバーシティ・カレッジ・ロンドンとキングス・カレッジ・ロンドンとの対戦をはじめとして、イギリス人女性デボラ・グリフィンが 女子の大学生チームのネットワークを構築していった。1983年に、女子ラグビーフットボール協会（Rugby Football Union for Women、RFUW）が設立、大学16チームとウェールズのクラブ1チームから構成された。  

### 日本に女子クラブチームが誕生
日本では、1968年（昭和43年）4月創立の大阪ラグビースクールに中学生以下の女子チームも誕生し、1972年にはOGチーム、1975年にはママチームもできた。
1976年（昭和51年）に西宮ビーナスラグビークラブ（兵庫県）、1979年（昭和54年）に鹿折ママさんラガーズ（宮城県）・盛岡ラグビースクール ママさんチーム（岩手県）、1980年（昭和55年）に秋田市エコー少年ラグビークラブ 女子部・女川ラグビースクール ママさんチーム、1982年（昭和57年）に宮城県石巻市ラグビースクール ママさんチーム、1983年（昭和58年）に脇本おいばなママさんラグビークラブ（秋田県）が誕生した。1981年（昭和56年）には、盛岡と女川とで岩手県内で初めてとなる女性チームどうしの対戦が行われた。
同じく1983年（昭和58年）、女子ラグビー3チーム（世田谷レディース [ 後の世田谷区ラグビースクール ] 、ブラザー工業レディース [ 後の名古屋レディースR.F.C ]、松阪レディース）が発足し、本格的な対戦を行い始めた。
1985年、イタリアでは、スポーツにおける女性の権利憲章が制定され、同時期には女子イタリア代表と女子フランス代表との対戦が多く行われるようになった。
1986年、初の女子イギリス代表チームを編成。翌1987年には、女子イングランド代表と女子ウェールズ代表が誕生した。

### 1988年、日本女子ラグビー連盟が発足
1988年（昭和63年）4月、日本女子ラグビーフットボール連盟（JWRF）が発足。当時、16チームが加盟していた。11月3日に第1回女子ラグビー交流大会が駒沢オリンピック公園で開催され、13チームが集まった。
下表の出典：
| 創部       | 1988年 日本女子ラグビーフットボール連盟（JWRF） 登録 16チーム（登録名） | 1988年11月3日 第1回交流大会 出場13チーム （出場時のチーム名） | 所在地   | 備考 |
| ---------- | ----------------------------------------------------------------------- | ------------------------------------------------------------- | -------- | ---- |
| 1979年6月  | 盛岡女子ラグビーフットボールクラブ                                      | 盛岡レディース ラグビーフットボールクラブ                     | 岩手県   |      |
| 1980年4月  | 秋田市エコー少年ラグビー部 女子部                                       |                                                               | 秋田県   |      |
| 1980年6月  | 女川ママさんチーム                                                      | 女川レディース                                                | 宮城県   |      |
| 1983年2月  | 脇本おいばなラグビークラブ ママさんクラブ                               | 脇本おいばなラグビークラブ ママさんクラブ                     | 秋田県   |      |
| 1983年4月  | 世田谷レディース                                                        | 世田谷レディース                                              | 東京都   |      |
| 1983年5月  | いずみマミークラブ                                                      |                                                               | 兵庫県   |      |
| 1983年9月  | 八戸レディース                                                          | 八戸レディース ラグビーフットボールチーム                     | 青森県   |      |
| 1983年9月  | 三宅レディースクラブ                                                    | 三宅レディースクラブ                                          | 福岡県   |      |
| 1983年12月 | 名古屋レディース                                                        |                                                               | 愛知県   |      |
| 1984年4月  |                                                                         | 十和田レディース                                              | 青森県   |      |
| 1985年4月  | 石川マミーズ                                                            |                                                               | 石川県   |      |
| 1985年11月 | 佐倉レディース                                                          | 佐倉レディース                                                | 千葉県   |      |
| 1986年2月  | 江戸川レディース                                                        | 江戸川区レディース                                            | 東京都   |      |
| 1986年4月  | 青森レディース                                                          |                                                               | 青森県   |      |
| 1986年6月  | 秦野レディース                                                          | 秦野レディース                                                | 神奈川県 |      |
| 1986年11月 | 新潟女子ラグビーフットボールクラブ                                      | 新潟女子ラグビーフットボールクラブ                            | 新潟県   |      |
| 1986年12月 | 紀州手まりチーム                                                        | 紀州手まり ラグビーチーム                                     | 和歌山県 |      |
| 1988年5月  |                                                                         | オラガールズ                                                  | 東京都   |      |

1988年、第1回「女子ヨーロッパラグビーカップ」がフランスのブール＝カン＝ブレスで開催、フランス、イギリス、イタリア、オランダが参加した。国際アマチュアラグビー連盟（現在のラグビーヨーロッパ）からの公認は得られなかった。
1989年（平成元年）7月31日から8月7日まで、名古屋レディースがニュージーランドへ初の海外遠征を行った。
1989年、フランスの女子ラグビーはフランスラグビー連盟（FFR）の管理下に入る。また、女子スペインと女子西ドイツがデビュー。ニュージーランドでは州間女子選手権が始まった。翌1990年に、ニュージーランドで「The 1990 Women's World Festival」（1990年世界女子フェスティバル、ラグビー・フェスト）が開催され、初めて結成されたニュージーランド代表のほか、オランダ代表、ソ連代表、アメリカ合衆国代表が出場しトーナメントを行った。日本のレディース全東京A・Bと名古屋レディースも招待された。

### 女子ワールドカップ開催
1989年・1990年のフランスでの世界大会の成功により、イギリス女子ラグビー側でも世界大会の開催準備が進む。
1991年春に第1回女子ラグビーワールドカップ（1991 Women's Rugby World Cup）がウェールズで開催された。この大会が女子日本代表として最初の国際試合となる。女子日本代表チームは、全額自己負担で、コーチやドクターが帯同せず、選手のみの渡航となった。決勝戦でアメリカ合衆国がイギリスを破り、優勝。大会は商業的には失敗に終わったものの、世論と告知効果では成功を収めた。大会の赤字は、非公式にイングランドラグビー協会によって補填された。
国際ラグビーフットボール評議会（IRFB、現在のワールドラグビー）は、女子ラグビーワールドカップに対して否定的立場をとった。一方、女子ラグビーフットボール協会（Rugby Football Union for Women、RFUW）は、新たに結成されたスコットランド女子ラグビー協会の支援を得て、1994年に第2回女子ラグビーワールドカップをスコットランドで開催した。日本を含む12チームが招待され、日本はスウェーデンから1勝を挙げたが、4月15日のアメリカ戦では0-121で大敗し、これが女子日本代表チームにとって「最大差敗戦試合」記録となる。決勝戦でイングランドがアメリカ合衆国を破って優勝。この大会は予選のイングランド対スコットランドの試合に4,000人の観客が、決勝戦には7,000人の観客が来場したことで、経済的成功も収めた。
1993年9月、日本ラグビーフットボール協会は、日本女子ラグビーフットボール連盟を関連団体と認める通達を出した。1995年からは、強化練習など必要に応じてコーチを日本女子連盟に派遣するなど、協力体制を整えていく。1997年には日本ラグビーフットボール協会から、補助金予算150万円を確保した（翌年は300万円に増額）。

### イギリス諸島 4協会が誕生
1993年に イギリス全土を統括していた 女子ラグビーフットボール協会（Rugby Football Union for Women、RFUW）は、女子ラグビーフットボール協会（Rugby Football Union for Women、RFUW）に改称し、イングランドのみの女子ラグビー統括団体となった。これにより、男子のように女子アイルランド協会、女子スコットランド協会、女子ウェールズ協会へと分かれ、1996年にはイギリス諸島の4つの協会による女子ホーム・ネーションズ選手権が誕生した。その第1回大会はイングランドがグランドスラムを果たした。
1995年には、国際アマチュアラグビー連盟（現在のラグビーヨーロッパ）公認の女子大会「FIRA Women's European Championship（現在のラグビーヨーロッパ・ウィメンズチャンピオンシップ）」をイタリアで初開催した。
1998年、第3回女子ラグビーワールドカップは、国際ラグビー評議会（IRB、現在のワールドラグビー）公式の大会となった。書類選考で出場国が決められる際に、日本は「国際試合の資料に乏しい」（「国際試合が少ない」という意味）と指摘され、出場ができなくなった。ワールドラグビーは、当時のことを「出場資格の ”international matches” の解釈に誤解があった」（「4年間海外遠征が無かったことのみを判断材料にし、4年間に2回 海外チームが来日して対戦した実績を見落とした」という意味）と記している。これを受け、以後日本は北米やサモア、ニュージーランドへと積極的に海外遠征をするようになる。
1999年、1996年創設の女子ホームチャンピオンシップにフランスが加わり、女子ファイブ・ネイションズとなる。
2002年（平成14年）3月、7人制ラグビー女子日本代表が香港女子セブンズ2002（Hong Kong Women's Sevens 2002）に出場、これが女子7人制として初のテストマッチ（公認国際試合）となる。

### 女子協会は、男子協会に統合へ
2002年4月1日に、日本女子ラグビーフットボール連盟が日本ラグビーフットボール協会（JRFU）に加盟（JRFUの傘下に入る）。ラグビーユニオンを統括するIRB（国際ラグビー評議会。現・ワールドラグビー）は「1国に1統括団体」の方針のため、ラグビー女子日本代表はJRFUが管轄するチームとして、IRB主催ワールドカップ出場への基本条件が得られたことになる。
2002年4月、ニュージーランドのカンタベリーが来日し対戦。この試合から、日本ラグビーフットボール協会の日本代表チームとして「桜のエンブレム」がジャージに付く。
2006年にはアジア大陸選手権が、2016年にはオセアニア大陸選手権が誕生した。これらの大会は、欧州選手権やシックス・ネーションズと共に、2010年からワールドカップの予選も兼ねている。2019年には、これらの大会にアフリカネイションズカップが加わり、世界最高峰の大会の大陸予選の役割も担うようになった。
女子ラグビーワールドカップ2006（第5回カナダ大会）では出場枠が16から12に減らされ、日本はアジアで実績最上位のカザフスタンと出場権を争うことになった。2005年6月にアジア地区予選がタイで行われたが、日本は6月5日の初戦で香港に78-0で勝つも、決勝でカザフスタンに3-19で敗れ、本大会出場権を逃した。この香港戦は「最大差勝利試合」の記録となる。
イギリス諸島の4つの女子ラグビー協会も、それぞれ男子協会へと統合されていった。2007年には、ウェールズ女子ラグビー協会がウェールズラグビー協会女子部門へ、 2009年にはアイルランド女子ラグビーフットボール協会とスコットランド女子ラグビー協会がそれぞれアイルランド協会とスコットランド協会の女子部門となった。2010年には、イングランドの女子ラグビーフットボール協会がイングランドラグビー協会の構成部門となった。
2010年（平成22年）、日本ラグビーフットボール協会内に女子委員会が設立され、日本女子ラグビーフットボール連盟は発展的解消となる。

### サクラフィフティーン、サクラセブンズ
2013年（平成25年）6月18日、女子日本代表の愛称「サクラフィフティーン」「サクラセブンズ」が決まる。
2016年2月、女子の国代表チームにも、男子と同じく世界ランキングが導入される。
2016年（平成28年）8月、2016年リオデジャネイロオリンピックで、初めて7人制ラグビーが正式競技として実施された。日本男子は12チーム中4位、女子は12チーム中10位。
2016年（平成28年）、日本では第71回国民体育大会から女子7人制ラグビーが加わる（2014年・2015年はエキシビジョンマッチを実施）。
2016年12月香港で開催のアジア・オセアニア地区予選で、日本代表は香港とフィジーを破り1位突破。4大会ぶり（16年ぶり）4回目の女子ラグビーワールドカップ出場を決めた。
2018年5月18日、元日本代表の浅見敬子がワールドラグビーの理事に選出された。10月17日、男女7人制日本代表および女子15人制日本代表にもキャップ制度を導入。過去にさかのぼって対象者にキャップを授与する。
2021年（令和3年）7月、東京オリンピック2020が開催され、7人制ラグビー男子日本代表は12国中11位。7人制ラグビー女子日本代表は5戦全敗で12国中12位。
2022年（令和4年）5月12日、ワールドラグビーが2033年までのワールドカップ（15人制）開催地を決定した。2027年男子と2029年女子はオーストラリアで、2031年男子と2033年女子をアメリカ合衆国で開催。男女セットで開催地を決定する方針により、ワールドカップ日本開催を再誘致する上で女子ラグビーの充実が不可欠となる。
2023年（令和5年）4月12日、日本ラグビーフットボール協会は「女子ラグビー中長期戦略計画」を発表。あわせて岩渕健輔専務理事は、2035年に男子ワールドカップ、2037年に女子ワールドカップの日本開催への希望を示した。また、1,000人程度の女子の選手登録者数を「年率6.5%で拡大させて2050年に1万人を達成」することが示された。
2023年10月13日、女子15人制の新しい世界大会「WXV」を開催。女子ワールドカップ開催年を除き、毎年行う。
2024年（令和6年）7月 、女子7人制日本代表は、プール戦で1勝2敗。9位決定トーナメントの準決勝で勝利し、最終戦となる9位/10位決定戦については配信のほかに急きょNHK BSでも録画放送することが決定。2016年リオデジャネイロオリンピックの10位を超える、過去最高の9位を獲得した。

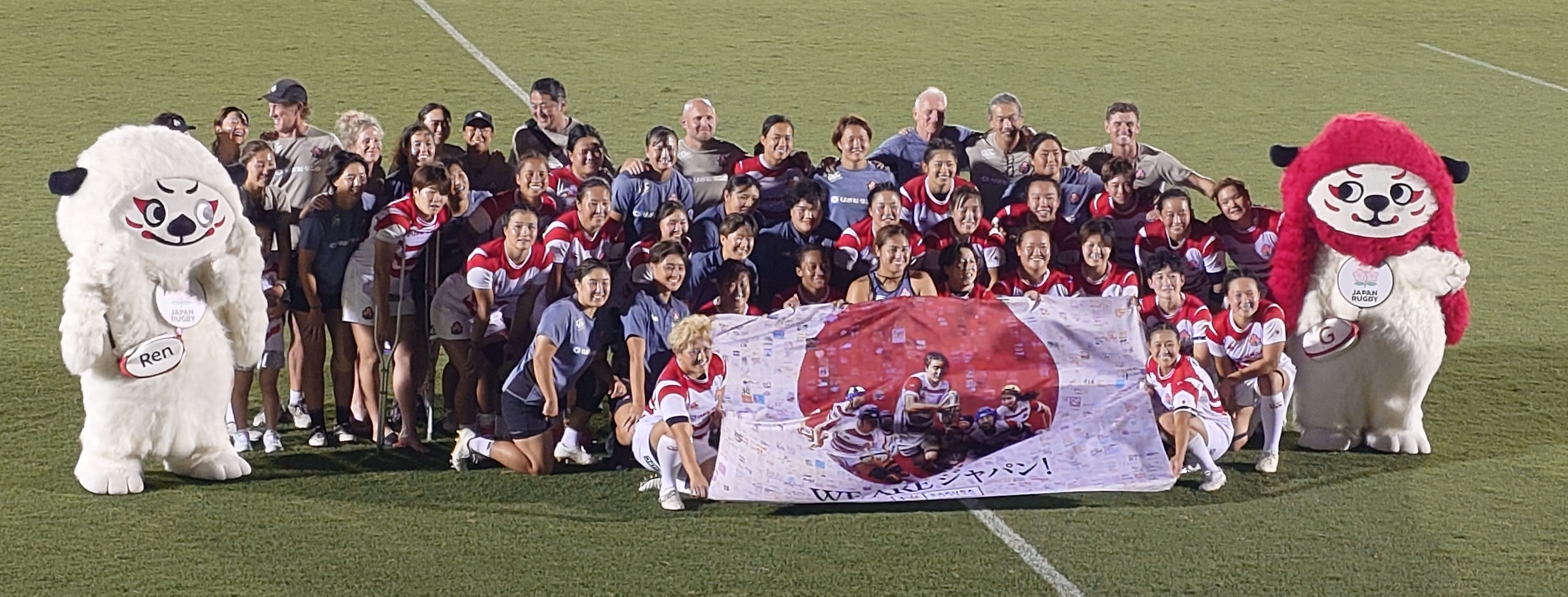
2025年7月26日、ラグビー女子日本代表。8月からイタリア遠征を経て、女子ラグビーワールドカップ2025（イングランド大会）に出場する。

2025年（令和7年）2月3日、ワールドラグビーのブレット・ロビンソン会長とアラン・ギルピンCEOが来日。ラグビーワールドカップ2035（RWC2035）と、女子RWC2037の開催地に関しても話し合う。RWC2035には、日本、スペイン、イタリア、イギリス&アイルランドが立候補している。
2025年（令和7年）2月23日、7人制ラグビー最高峰ワールドシリーズ「HSBC SVNS 2025」第4戦（バンクーバー大会）で、7人制女子日本代表が過去最高の4位となった。
2025年（令和7年）6月22日、15人制の日本代表ジャージを刷新。これまで男子ワールドカップ開催年で更新してきたジャージを、女子ラグビーワールドカップ開催年で変更するのは初めてとなる。

## 主な大会

### 国際大会
- 女子ラグビーワールドカップ - 1991年から4年に1度開催
- WXV - 2023年からワールドカップ開催年以外に毎年開催
- ラグビーワールドカップセブンズ
- ワールドラグビーセブンズシリーズ
- 女子シックス・ネイションズ

### 国内大会
- 全国女子ラグビーフットボール選手権大会（全国女子15人制大会）
- ウィメンズセブンズシリーズ（全国女子7人制大会）
- 大学女子7人制ラグビーフットボール交流大会（大学女子7人制大会）
- 全国U18女子セブンズ（高校女子7人制大会）
- サニックス・ワールド・ラグビー・ユース交流大会（高校女子7人制世界大会）
- 全国高等学校女子ラグビーフットボール大会（地域選抜チーム対抗・高校女子大会）

## 参考資料
- 「女子ラグビーの歴史」展（英語）。ラグビー博物館主催（2006年、トウィッケナム）
- 女子ラグビー年表（英語）
- World Rugby Museum（英語）国際ラグビー博物館。